# Geneva Open 2016
Geneva Open 2016 — тенісний турнір, що проходив на ґрунтових кортах у місті Женева, Швейцарія з 16 травня. Належав до категорії ATP World Tour 250.

## Фінальна частина

### Одиночний розряд
Стен Вавринка —  Марин Чилич 6–4, 7–6(13–11)

### Парний розряд
Стів Джонсон /  Сем Кверрі —  Равен Класен /  Ражів Рам 6–4, 6–1